# كافشان
كافشان (بالفارسية: کافشان) هي قرية تقع في قسم زازران الريفي (مقاطعة فلاورجان) في إيران. يقدر عدد سكانها بـ 1,655 نسمة .